# Саут Сидней Рэббитоуз
«Саут Сидней Рэббитоуз» (англ. South Sydney Rabbitohs) — австралийская профессиональная команда по регбилиг (регби-13), выступающая в Национальной регбийной лиге. Клуб базируется в Редферне, южном пригороде Сиднея, чем и объясняется «южная» тематика в имидже «Рэббитоуз», которые также известны под прозвищем «Саутс» (англ. Souths — «южные»). Команды из Нового Южного Уэльса имеют широкое представительство в лиге, и «Рэббитоуз» являются одним из девяти сиднейских коллективов НРЛ.
Команда Южного Сиднея была создана в 1908 году и стала одним из основателей Регбийной лиги Нового Южного Уэльса, предшественника современного австралийского чемпионата. Лишь ещё одна представленная в лиге команда также была в числе пионеров регбилиг в Австралии — это «Сидней Рустерз», принципиальные соперники «Саутс». Традиционно болельщиками клуба были жители южных и юго-восточных рабочих пригородов мегаполиса, но со временем популярность команды распространилась на весь штат. Сейчас домашним стадионом команды является олимпийская «Австралия», способная вместить 83 500 любителей игры. «Рэббитоуз» — наиболее успешная команда за всю историю чемпионатов Австралии и Нового Южного Уэльса. Регбисты 20 раз становились чемпионами, тем не менее, последний титул был завоёван в 1971 году. Клуб принадлежит компании Blackcourt League Investments Pty, которая, в свою очередь, контролируется известным актёром Расселом Кроу.

## История
Создание клуба произошло 17 января 1908 года в городском зале Редферна. Тогда предпринимателя Джеймса Джозефа Джилтинена, игрока в крикет Виктора Трампера и политика Генри Клемента Хойла, объявивших о создании регбийной лиги, встретила ликующая толпа. 20 апреля «южане» играли в своём первом матче против команды Северного Сиднея и одержали победу (11:7). Матч проходил на арене «Бёрчгроув Овал» в рамках первого тура недавно созданной Регбийной лиги Нового Южного Уэльса. По итогам сезона клуб был признан сильнейшим, и в следующем году регбистам удалось отстоять титул. Отцом-основателем команды считается Артур Хеннесси, выступавший на позициях хукера и столба. Он был капитаном и тренером команды, а затем стал первым капитаном сборных Нового Южного Уэльса и Австралии.
Ещё два победных сезона пришлись на 1914 и 1918 годы, а в 1925—1929 и 1931—1932 годах «Саутс» не уступали свой титул никому. Чемпионский состав 1925 года не потерпел ни одного поражения в чемпионате, став одной из шести команд в истории лиги, добивавшихся подобного успеха. Превосходство команды над соперниками было столь весомым, что на заре австралийского регбилиг «южан» называли «Гордостью лиги» (англ. The Pride of the League).
В сороковых клуб утратил лидерство и всего дважды становился участником полуфинальных матчей (1944, 1949). В 1945—1947 годах «Саутс» регулярно проигрывали, и именно тогда состоялась худшая серия в истории команды: 22 поражения подряд. Если в 1945 году регбистам удалось выиграть один матч, то в следующем сезоне сиднейцы не смогли добиться хотя бы одной победы.
Новое десятилетие вернуло команде былую славу. «Саут Сидней» выиграл пять чемпионатов из шести в 1950—1955 годах, уступив в финале сезона—1952 при противоречивых обстоятельствах. Игра 1951 года против «Мэнли-Уорринга» (42:14) является наиболее результативным финальным матчем до сих пор. Не менее примечательным стало т. н. «чудо 55-го» (англ. "the miracle of '55") — серия из 11 победных матчей, судьба которых решалась по правилу мгновенной смерти. Этот успех позволил «южанам» в очередной раз стать чемпионом лиги. Лидерами команды того времени были Денис Донохью, Джек Рейнер, Лес «Чика» Коуи, Джонни Грейвз, Йен Мойр, Грег Хоуик, Эрни Хаммертон, Берни Пёрселл и Клайв Чёрчилл. Последний получил прозвище «Маленький мастер» (англ. "the Little Master") за удивительную игру на позиции замыкающего. Он считается одним из сильнейших регбистов в истории игры.
Затем команда снова испытала спад и не играла в финале с 1958 по 1964 год. Молодая команда 1965 года, впрочем, сумела дойти до решающего матча и достойно выступить против соперников из «Сент-Джорджа», выигравших девять сезонов подряд. На глазах у 78 056 зрителей, посетивших Сиднейский крикетный стадион, «южане» уступили опытным оппонентам со счётом 8:12. Лидеры той команды впоследствии составили основу национальной сборной и смогли вновь вывести «Саут Сидней» на высокий уровень. Чемпионаты 1967, 1968, 1970 и 1971 годов стали для коллектива победными. Ключевыми фигурами новой команды стали Боб Маккарти, Джон О’Нил, Эрик Симмс, Рон Кут, Майкл Клири и Джон Сэттлер. Позже к ним присоединились Элвин Уолтерс, Рэй Брэниэн, Пол Сэйт, Гэри Стивенс и легендарный Чёрчилл в качестве тренера. К 1972 году эпоха этой талантливой команды завершилась — победа в 1971 году является последним на данный момент успехом «Саут Сидней». Матч «Саутс» против «Мэнли» в 1970 году получил известность в среде болельщиков благодаря мужественному поступку капитана Джона Сэттлер. Сэттлер провёл на поле 70 минут после того, как столб «Мэнли» Джон Бакнелл нанёс ему удар в челюсть, сломав её в трёх местах.
Финансовые проблемы постигли клуб в начале семидесятых, что вынудило многих ведущих игроков покинуть команду. В 1973 году была запущена кампания Save Our Souths («Спасите наших „Саутс“»), которая позволила клубу продолжить существование. Джек «Супер тренер» Гибсон, вскоре возглавивший клуб, стабилизировал ситуацию в коллективе, благодаря чему «Саутс» выиграли предсезонный турнир в 1978 году. В 1981 году клубную коллекцию трофеев пополнил приз турнира «Тут Кап» (англ. Tooth Cup), а в 88-м команда выиграла предсезонный кубок по регби-7. В 80-х команда пять раз играла в матчах плей-офф, но не добивалась успеха. В 1989 году «южане» стали победителями регулярного чемпионата. Тот сезон стал для клуба лучшим за долгие годы и, как оказалось, он остался таким ещё почти на двадцать лет. Только в 2007 году сиднейцы снова сыграли в плей-офф.
Недостаток финансирования сказывался на результатах команды и в течение следующих десяти лет. Единственным успехом девяностых стала победа в предсезонном турнире в 1994 году («Брисбен Бронкоз», 27:26). Войны телевизионных компаний конца десятилетия могли обернуться для команды катастрофическими последствиями. Новая концепция Национальной регбийной лиги предполагала участие только четырнадцати команд, в результате чего был проведён ряд слияний. Были объединены клубы «Сент-Джордж Дрэгонс» и «Иллаварра Стилерз», «Балмейн Тайгерс» и «Уэстерн Сабёрбз Мэгпайс», «Мэнли Си Иглз» и «Норт Сидней Беарз». Состояние «Саутс» было признано неприемлемым для уровня новой лиги, и по окончании сезона—1999 клуб покинул число участников.
В 2000 и 2001 годах руководство команды настойчиво боролось за право вернуться в чемпионат. Последовал ряд судебных разбирательств с лигой и компанией News Limited Руперта Мёрдока, которая контролировала процесс принятия решений в НРЛ. Болельщики команды и других клубов провели несколько собраний в поддержку «Саутс». Обращение в Федеральный суд Австралии в 2001 году позволило команде вернуться к выступлениям с 2002 года. Тем не менее, после возвращения команда стала одной из слабейших в лиге. В течение пяти сезонов клуб финишировал в тройке худших коллективов. В 2006 году владельцами команды стали лауреат премии «Оскар» актёр Рассел Кроу и бизнесмен Питер Холмс-а-Корт. После этого состав команды пополнили несколько игроков мирового уровня, а у её руля стал тренер Джейсон Тейлор. Тогда же в деятельность команды вмешалась мошенническая компания Firepower International .
Сезон 2007 года клуб начал с трёх побед, показав тем самым лучший старт с 1972 года. Команда завершила сезон на седьмом месте, что позволило её впервые с 1989 года принять участие в плей-офф. В мае 2008 года Холмс-а-Корт, занимавший позицию генерального директора, неожиданно покинул пост. Согласно некоторым данным, причиной отставки стал разрыв бизнесмена с Кроу. Вероятный конфликт бросил тень на празднование столетия клуба, которое как раз пришлось на 2008 год. Клуб получил премию Community Icon («Икона сообщества») от Национального фонда Австралии, отметившего существенный и долговременный вклад «Саутс» в развитие спортивной культуры штата и страны в целом.. В апреле 2012 года команда преодолела отметку в 1000 побед на высшем уровне, став вторым обладателем подобного достижения. По итогам регулярного сезона «Рэббитоуз» стали третьими и дошли до предварительного раунда плей-офф.
Команда стала третьей в регулярном сезоне 2014 года. В рамках плей-офф коллектив достиг финала, где уверенно обыграл «Кентербери-Бэнкстаун» (30:6) и впервые за 43 года завоевал главный трофей чемпионата. Сэм Бёрджесс стал обладателем медали Клайва Чёрчилла, также находившейся вне клубной коллекции с 1971 года. 8 октября 2014 года регбисты приняли символические ключи сразу двух городов: муниципалитета Рэндуика от мэра Теда Сенга и Сиднея от мэра Клавер Мур. 23 октября Холмс-а-Корт продал половину своей доли в Blackcourt League Investments, а через некоторое время уступил и принадлежавшие ему акции клуба. Новым владельцем активов стала структура Джеймса Пэкера ScrumPac Pty Ltd, филиал Consolidated Press Holdings.

## Бренд
Согласно одной из версий, клуб получил прозвище «Рэббитоуз» («торговцы крольчатиной») из-за событий, произошедших ещё до создания команды. На рубеже XIX и XX веков регбисты, носившие красно-зелёные джемперы, промышляли торговлей мясом кролика по субботам. Спортсмены ходили по узким улицам района с громким криком «Рэббитоу!» (англ. "Rabbitoh!"), предлагая жителям приобрести снедь. Найдя покупателя, торговец снимал кролика с плеча и обдирал кожу прямо на месте, пачкая свою спортивную форму шерстью и кровью. В тот же день после обеда регбисты проводили игру, и их более состоятельные соперники насмешливо дразнили их, повторяя крик «Рэббитоу!».
Другая легенда гласит, что команда получила своё прозвище из-за некачественного домашнего поля, покрытого «кроличьими норами» (англ. "rabbit 'oles"). Тогда поле на месте стадиона «Редферн Овал» часто именовалось «Нэтанс Кау Пэддок» («место Нэтана для выгула коров»). Существует ещё одна версия происхождения названия, связанная с австралийской сборной по регби-15, которую в начале XX века называли «Рэббитс» («кролики»), а команда из Южного Сиднея каким-то образом унаследовала прозвище. Имя «Уоллабис», под которым австралийские регбисты известны сейчас, было утверждено только в 1908 году.
Традиционная эмблема клуба с бегущим белым кроликом впервые появилась на форме игроков в 1959 году. С тех пор логотип неизменно присутствует на регбийках «Саутс» в том или ином виде. Сейчас спортсмены выступают в форме с оригинальным вариантом эмблемы, однако для иных целей используется обновлённая версия знака. В 2008 году, когда команда праздновала столетие, был выпущен юбилейный вариант эмблемы с использованием образов белого кролика, австралийского аборигена и города, знак украшен ветвями папоротника.

### Цвета
Исторически клуб ассоциируется с красным (оттенок кардинал) и зелёным цветами. До создания команды по регбилиг эту палитру использовали игроки в регби-15, представлявшие южные пригороды Сиднея. Некоторые источники сообщают, что первой регбийной командой региона была «Редферн Уаратаз». Первые британские поселенцы в Австралии называли телопею (англ. waratah) «красным папоротником» (англ. red fern). Такое же название получил и пригород, а затем и команда. Красный тон цветов телопеи в совокупности с зелёными стеблем и листьями, возможно, и стали основой для выбора именно такого сочетания. Вместе с тем доподлинно известно, что пригород был назван в честь доктора Уильяма Редферна, одного из первых хирургов Нового Южного Уэльса, лечившего в том числе бедных колонистов и осуждённых преступников.
Столь же привычным элементом бренда является наличие горизонтальных полос на регбийке клуба. Тем не менее, в 1945 и 1946 годах руководство команды решило нарушить традицию и заказало зелёные регбийки с красной V-образной фигурой вокруг воротника. В 1980—1984 годах среди горизонтальных полос регбийки появились белые, зелёные стали доминировать, и всего лишь одна красная полоса располагалась в центре. В среде болельщиков этот вариант формы получил название Minties («мятные конфетки»). В конце XX века у команды появился выездной комплект формы, изначально выполненный в преимущественно белых тонах. К сезону 2006 года резервная регбийка стала в основном чёрной. Перед стартом следующего соревновательного года руководство команды объявило о том, что выездной комплект не будет отличаться от основного ничем, кроме представленной рекламы спонсора и изображения кролика, которое имитировало версии шестидесятых годов. В 2009 году изображение кролика на домашней форме было чёрным, а на гостевой — классическим белым.
На протяжении длительного периода времени шорты «Саутс» были чёрными, но конце же 1970-х был выбран зелёный вариант с красной вертикальной полосой. Позже, во времена Minties, этот элемент формы стал белым. Впоследствии клуб вернулся к чёрным шортам — они используются и сейчас. Исключением стал сезон 2008 года, когда использовались белые шорты, дополнявшие белую полосу, проходившую по боковой стороне регбийки.

## Стадион
На ранней стадии развития регбилиг в Австралии «домашние игры» проводились не столь часто. «Саутс» провели большую часть игр с 1908 по 1920 годы на арене «Роял Агрикалчерл Сосайти Граунд». С 1911 года для встреч с соперниками использовался стадион «Сидней Спортс Граунд». В 1947 году команда провела последний матч на «Спортс Граунд», после чего основным стадионом «южан» стал «Редферн Овал». Арена располагается в самом центре представляемой клубом территории, и большая часть домашних матчей 1948—1987 годов прошла именно там.
В 1988 году «Саутс» начали принимать гостей на Сиднейском футбольном стадионе, недавно построенном на месте «Спортс Граунд». По условиям контракта клуб использовал арену до 2005 года, и по его истечении клуб мог переехать на стадион в Госфорде, на «Норт Сидней Овал» или на «Австралию». Выбор пал на последний вариант, и с 2005 года команда проводила домашние матчи на этом стадионе. Часть болельщиков отнеслась к данному решению руководства отрицательно, так как стадион находился в западной части Сиднея. Тем не менее, расположение арены способствовало лучшим финансовым результатам клуба — в конце 2005 года «Австралия» уже принесла «Саутс» несколько миллионов долларов. Нынешний контракт с владельцами стадиона будет действовать до 2017 года.
В 2008 году городской совет Сиднея провёл реконструкцию «Редферн Овал», суммарная стоимость работ составила $19,5 миллионов. С 2009 года объект используется командой для тренировок, а также проведения предсезонных и выставочных матчей.

## Болельщики
Несмотря на переезд в восточную часть города, клуб по-прежнему популярен на юго-востоке Сиднея. При этом объединения болельщиков «Рэббитоуз» действуют на территории всей страны. Крупнейший клуб любителей команды носит название The Burrow («Нора»).
В течение последних лет «Саутс» являются лидерами по числу болельщиков, являющихся официальными членами клуба — организация насчитывает более 17 500 болельщиков.. Объединение членов клуба владеет 25 % акций команды. Разумеется, география членства покрывает все австралийские штаты, кроме того, удостоверением болельщика обладают граждане 22 иностранных государств. После возвращения команды в НРЛ в 2002 году был зарегистрирован пиковый показатель популярности команды: членами клуба стали 22 тысячи любителей игры. В 2007 году был установлен рекорд лиги по средней посещаемости домашних матчей: игры «Рэббитоуз» на «Австралии» собирали в среднем 15 702 зрителей.
«Группа 14» (англ. Group 14) представляла интересы наиболее влиятельных болельщиков «Саутс». Бизнесмены, политики и иные известные личности объединили усилия в преддверии исключения команды из лиги в 1999 году. В группу вошли Эндрю Дентон, Энтони Олбаниз, Дейрдр Грусовин, Майк Уитни, Лори Бреретон, Майки Роббинс, Рон Хоуниг, Ник Грейнер, Рэй Мартин и бывший премьер-министр Нового Южного Уэльса Кристина Кенилли. Поддержку команде оказали не только известные фигуры, но и рядовые граждане. Была проведена беспрецедентная для австралийского спорта общественная акция, участниками которой стали 40 тысяч человек. Противники исключения «Саутс» собрались в центральном деловом районе города и выразили свою позицию в отношении происходящего. В 2000 и 2001 годах на улицах Сиднея прошли маршем более 80 тысяч болельщиков. В поддержку команды высказывались другие знаменитости, не вошедшие в Группу 14.
Клуб прочно связан с коренным населением Австралии. В разные годы в составе клуба блистали аборигены Эрик Симмс, Эрик Робинсон, Кевин Лонгботтом, Нэтан Мерритт. История взаимодействия с коренными австралийцами восходит к 1930 году, когда был создан клуб «Редферн Олл Блэкс». Клуб стал старейшей австралийской командой аборигенов по регбилиг.

## Принципиальные соперники
Важнейшим для «Саутс» соперником является другая сиднейская команда, представляющая восток города, — «Рустерз». Эти два клуба являются единственными оставшимися в лиге её основателями. Начало противостоянию клубов было положено в самом начале их существования. Соперники встретились в финале самого первого сезона чемпионата, и верх взяли «южане» (14:12). Таким образом, игры оппонентов являются старейшим дерби в НРЛ. Противоречия обострились в пятидесятых, когда команды стали конкурировать за распределение молодых игроков. Ситуация стала ещё более острой после переходов ведущих игроков из одной команды в другую. В 70-х переход в «Рустерз» совершили регбисты международного уровня Рон Кут, Элвин Уолтерс и Джим Морган, в то время как в начале XXI века Брайан Флетчер и Питер Кьюзак перешли в стан «Рэббитоуз». Команды встретились в первом туре сезона 2010 года, и эта игра стала двухсотой в истории их противостояний. «Рустерз» победили со счётом 36:10, завоевав свою девяностую победу в дерби. В ста пяти матчах к тому времени выигрывали «Рэббитоуз», и ещё пять игр завершились с ничейным счётом. В рамках дерби ежегодно разыгрывается кубок Рона Кута, представлявшего в своё время оба клуба.
Достаточно долгую историю имеет соперничество «Саутс» с командой «Мэнли-Уорринга». Во время неудач «Рэббитоуз» в семидесятых многие талантливые игроки — Джон О’Нил, Рэй Брэниэн, Элвин Уолтерс, Марк Кэрролл, Терри Хилл Джим Сердарис, Йен Робертс — пополнили состав «Мэнли». Особое внимание вызывали матчи клуба против не существующих ныне команд «Сент-Джордж Дрэгонс» и «Балмейн Тайгерс». Противоборство с последними началось в 1909 году — тогда клубы договорились проигнорировать финальный матч чемпионата, поскольку он должен был стать своего рода разминкой перед встречей сборных Австралии по регби и регбилиг. Игроки «Балмейн» не приехали на финал, но «Саутс» всё же вышли на поле, занесли символическую попытку, а «тиграм» было засчитано техническое поражение. Представители «южан» отрицают данную интерпретацию произошедшего. Финальный матч чемпионата—1969 между соперниками стал ещё одним поводом для разногласий. Добившиеся преимущества игроки «Тайгерс» имитировали повреждения, замедляя тем самым игру. Атакующий импульс «Саутс» угас, и «Балмейн» сумел сохранить нужный счёт до финального свистка.
По инициативе Рассела Кроу Марк Кортни написал книгу The Book of Feuds («Книга вражды»), в которой были описаны ключевые эпизоды противостояния с другими клубами. Книга использовалась для мотивации игроков перед матчами и впоследствии поступила в продажу.

## Статистика и рекорды
«Рэббитоуз» являются наиболее успешным клубом австралийского регбилиг по числу завоёванных трофеев и индивидуальных достижений игроков.
Клубные достижения:
- Команда удерживает рекорд по количеству выигранных сезонов чемпионата (20). Ближайшими преследователями являются «Сент-Джордж» (15) и «Рустерз» (12)[78].
- Клуб удерживает рекорды по числу очков (42), попыток (8) и голов (9), набранных, занесённых и забитых в финале чемпионата. Все эти достижения пришлись на финальную игру 1951 года против «Мэнли»[8].
- Состав команды 1925 года стал одной из шести команд в истории чемпионата, сумевших пройти сезон без поражений[6].
- В 2008 году «Рэббитоуз» сумели повторить второй результат лиги по числу очков, отыгранных в матче. Проигрывая «Норт Квинсленду» со счётом 4:28 после 53 минут игры, команда вырвала победу (29:29)[79].

Индивидуальные достижения:
- Боб Маккарти является лидером клуба по числу матчей на высшем уровне. В 1963—1978 он провёл 211 игру в составе «Саутс»[80]. Крейг Коулмен сыграл за «южан» в 208 матчах, а Эрик Симмс — в 206[80]. С учётом игр за резервные составы Коулмен провёл 297 игр[80]. Маккарти занёс за карьеру в команде 100 попыток, что также является непревзойдённым достижением[80].
- Выступая за клуб в 1965—1975 годах, Эрик Симмс заработал 1841 очко[80]. В 1969 году он набрал 265 очков, что также является рекордом клуба[80]. Этот результат в течение некоторого времени являлся рекордным для всего чемпионата[81]. Ему также принадлежат клубные рекорды по числу голов в сезоне (112 голов и 19 филд-голов), общему числу филд-голов (86) и числу филд-голов в одной игре (5)[80].
- Джонни Грейвз стал рекордсменом команды по числу очков, набранных в одном матче (29, по современным правилам — 32)[80]. Рекорд установлен в 1952 году в игре с «Истерн Сабёрбз»[80].
- В 1921—1933 годах Бенни Уэринг занёс 144 попытки в 172 играх за команду. Среднее число попыток, занесённых за игру является рекордным для команды[80].
- 29 попыток в 19 матчах Леса Бреннана (1954 год) — лучший результат «Саутс» по числу попыток в сезоне[80].
- Джек Рейнер пять раз становился чемпионом в качестве капитана — это рекорд лиги. Аналогичный показатель на счету Кена Кирни («Сент-Джордж»)[82]. В течение всех победных сезонов Рейнер также выполнял функции тренера команды[83].

### Обладатели медали Джорджа Пиггинса
Медаль Джорджа Пиггинса ежегодно вручается лучшему игроку «Рэббитоуз».
- 2003: Брайан Флетчер
- 2004: Эшли Харрисон
- 2005: Питер Кьюзак
- 2006: Дэвид Фа’алого
- 2007: Рой Асотаси
- 2008: Люк Стюарт
- 2009: Джон Саттон
- 2010: Айзек Люк
- 2011: Нэтан Мерритт
- 2012: Джон Саттон
- 2013: Джон Саттон и Грег Инглис
- 2014: Сэм Бёрджесс

### Известные игроки
Игроки, попавшие в состав символической сборной The Magnificent XIII («Великолепные тринадцать»), составленной экспертами в 2002 году.
| - Альф Блэр - Рэй Брэниэн - Херб Гилберт - Боб Грант - Лес Коуи - Рон Кут - Джим Лайл - Боб Маккарти | - Йен Мойр - Зигги Нискот - Джон О’Нил - Берни Пёрселл - Джордж Пиггинс - Джек Рейнер - Йен Робертс - Пол Сэйт | - Джон Сэттлер - Джордж Треуик - Элвин Уолтерс - Терри Фэйхи - Харольд Хордер - Грег Хоуик - Клайв Чёрчилл |

Также за клуб играл чемпион Олимпийских игр 1908 года в составе сборной Австралазии Артур Маккейб.

## История выступлений
| - 1908: 1 / чемпион - 1909: 1 / чемпион - 1910: 2 / финал - 1911: 3 / участник - 1912: 4 - 1913: 3 - 1914: 1 / чемпион - 1915: 4 - 1916: 2 / финал - 1917: 2 - 1918: 1 / чемпион - 1919: 6 - 1920: 2 - 1921: 5 - 1922: 4 - 1923: 2 / финал - 1924: 2 / финал - 1925: 1 / чемпион - 1926: 1 / чемпион - 1927: 1 / чемпион - 1928: 3 / чемпион - 1929: 1 / чемпион - 1930: 3 / полуфинал - 1931: 2 / чемпион - 1932: 1 / чемпион - 1933: 3 / полуфинал - 1934: 4 / полуфинал - 1935: 2 / финал - 1936: 7 - 1937: 2 - 1938: 2 - 1939: 4 / финал - 1940: 6 - 1941: 7 - 1942: 5 - 1943: 5 - 1944: 4 / полуфинал | - 1945: 8 - 1946: 8 - 1947: 7 - 1948: 7 - 1949: 1 / финал - 1950: 1 / чемпион - 1951: 1 / чемпион - 1952: 3 - 1953: 1 / чемпион - 1954: 2 / чемпион - 1955: 4 / чемпион - 1956: 3 / предвар. раунд - 1957: 3 / предвар. раунд - 1958: 8 - 1959: 6 - 1960: 8 - 1961: 7 - 1962: 10 - 1963: 9 - 1964: 5 - 1965: 4 / финал - 1966: 6 - 1967: 2 / чемпион - 1968: 1 / чемпион - 1969: 1 / финал - 1970: 1 / чемпион - 1971: 2 / чемпион - 1972: 4 / полуфинал - 1973: 7 - 1974: 5 / отбор. раунд - 1975: 12 - 1976: 10 - 1977: 11 - 1978: 7 - 1979: 9 - 1980: 5 / отбор. раунд - 1981: 9 | - 1982: 6 - 1983: 8 - 1984: 5 / полуфинал - 1985: 9 - 1986: 2 / полуфинал - 1987: 5 / полуфинал - 1988: 8 - 1989: 1 / предвар. раунд - 1990: 16 - 1991: 14 - 1992: 14 - 1993: 14 - 1994: 9 - 1995: 18 - 1996: 19 - 1997: 11 - 1998: 18 - 1999: 12 - 2000: — - 2001: — - 2002: 14 - 2003: 15 - 2004: 15 - 2005: 13 - 2006: 15 - 2007: 7 / отбор. раунд - 2008: 14 - 2009: 10 - 2010: 9 - 2011: 10 - 2012: 3 / предвар. раунд - 2013: 2 / предвар. раунд - 2014: 3 / чемпион - 2015: 7 - 2016: 12 |

## Достижения
- Регбийная лига Нового Южного Уэльса, Австралийская регбийная лига и Национальная регбийная лига:

Чемпион: 1908, 1909, 1914, 1918, 1925, 1926, 1927, 1928, 1929, 1931, 1932, 1950, 1951, 1953, 1954, 1955, 1967, 1968, 1970, 1971, 2014 (21)
Финалист: 1910, 1916, 1917, 1920, 1923, 1924, 1935, 1937, 1939, 1949, 1952, 1965, 1969 (13)
Регулярный чемпион: 1908, 1909, 1914, 1918, 1925, 1926, 1927, 1929, 1932, 1949, 1950, 1951, 1953, 1968, 1969, 1970, 1989 (17)
- Клубный чемпионат Нового Южного Уэльса:

1932, 1933, 1952, 1953, 1954, 1967, 1968, 1969, 1989 (9)
- Тойота Кап:

Регулярный чемпион: 2010 (1)
- Городской кубок:

1912, 1919, 1921, 1924, 1925 (5)
- Предсезонные кубки:

1966, 1969, 1972, 1978 (4)
- Тут Кап:

1981 (1)
- Тухиз Челлендж:

1994 (1)
- Клубный чемпионат мира по регби-7:

1988 (1)
- Спортс Граунд Кап:

1914, 1915 (2)
- Кубок Лиги:

1916, 1917, 1918, 1919, 1922 (5)
- Черити Шилд:

1984, 1988, 1989, 1990, 1991, 1992, 1999, 2002, 2005, 2006, 2008, 2009, 2010, 2013, 2014 (15)
- Второй дивизион:

1913, 1914, 1917, 1923, 1924, 1925, 1926, 1927, 1929, 1931, 1932, 1934, 1943, 1945, 1952, 1953, 1956, 1966, 1968, 1983 (20)
- Третий дивизион:

1912, 1918, 1925, 1928, 1933, 1962, 1969, 1981, 1986, 1989 (10)
- Кубок Джерси Флегга:

1962, 1964, 1966, 1967, 1968, 1969, 1972, 1978 (8)

## Комментарии
1. ↑  В переводе с английского — «южане».
2. 1 2  В переводе с английского — «кролики».
3. ↑  Дословный перевод — «продавцы крольчатины из Южного Сиднея».
4. ↑  Полное название юридического лица — South Sydney District Rugby League Football Club Limited — см. официальный сайт клуба Архивная копия от 13 мая 2013 на Wayback Machine.
5. 1 2 3  По новым правилам в предварительном раунде играют победители полуфиналов (с низкими показателями регулярного чемпионата) и победители матчей первого раунда плей-офф (с высокими показателями регулярного чемпионата).
6. ↑  Позиция в регулярном чемпионате / результат выступлений в плей-офф.
7. ↑  По результатам матча, в котором команда уступила, определялся участник финала. Тем не менее, формально игра не являлась полуфинальной и была проведена в качестве стыковой между командами, набравшими равное количество очков в регулярном сезоне.
8. 1 2 3  Этот раунд проводится после полуфинальных матчей и перед финальным. Ранее в этом матче встречались команда, проигравшая в полуфинале сильнейшему оставшемуся клубу регулярного сезона и команда, выигравшая другую полуфинальную встречу.
9. 1 2 3  Отборочный раунд является первым раундом плей-офф.